# 髙橋成樹
髙橋 成樹（たかはし なるき、1998年12月17日 - ）は、山形県上山市出身の元プロサッカー選手。ポジションは、ディフェンダー（DF）。

## 来歴
小学校2年の時に上山カメレオンFCでサッカーを始めた。中学校からはモンテディオ山形の下部組織に所属し、6年間プレーした。
2017年より、トップチームに昇格した。2018年、JAPANサッカーカレッジへの育成型期限付き移籍が発表された。2019年、アルビレックス新潟シンガポールへ期限付き移籍。この年に山形、新潟S共に契約満了となった。
2020年1月27日、NPL2（オーストラリア3部相当）のボックスヒル・ユナイテッドSCに移籍。同年末に選手を引退した。

## 所属クラブ
- 上山カメレオンFC（上山市立上山小学校）
- モンテディオ山形ジュニアユース村山（上山市立北中学校）
- モンテディオ山形ユース（山形県立上山明新館高等学校）
- 2017年 - 2019年  モンテディオ山形
  - 2018年  JAPANサッカーカレッジ（期限付き移籍）
  - 2019年  アルビレックス新潟シンガポール（期限付き移籍）
- 2020年  ボックスヒル・ユナイテッドSC（英語版）

## 個人成績
| 国内大会個人成績 | 国内大会個人成績 | 国内大会個人成績 | 国内大会個人成績 | 国内大会個人成績 | 国内大会個人成績 | 国内大会個人成績 | 国内大会個人成績 | 国内大会個人成績 | 国内大会個人成績 | 国内大会個人成績 | 国内大会個人成績 |
| 年度             | クラブ           | 背番号           | リーグ           | リーグ戦         | リーグ戦         | リーグ杯         | リーグ杯         | オープン杯       | オープン杯       | 期間通算         | 期間通算         |
| 年度             | クラブ           | 背番号           | リーグ           | 出場             | 得点             | 出場             | 得点             | 出場             | 得点             | 出場             | 得点             |
| 日本             | 日本             | 日本             | 日本             | リーグ戦         | リーグ戦         | リーグ杯         | リーグ杯         | 天皇杯           | 天皇杯           | 期間通算         | 期間通算         |
| ---------------- | ---------------- | ---------------- | ---------------- | ---------------- | ---------------- | ---------------- | ---------------- | ---------------- | ---------------- | ---------------- | ---------------- |
| 2017             | 山形             | 30               | J2               | 0                | 0                | -                | -                | 0                | 0                | 0                | 0                |
| 2018             | JSC              | 5                | 北信越1部        | 14               | 1                | -                | -                | -                | -                | 14               | 1                |
| シンガポール     | シンガポール     | シンガポール     | シンガポール     | リーグ戦         | リーグ戦         | リーグ杯         | リーグ杯         | シンガポール杯   | シンガポール杯   | 期間通算         | 期間通算         |
| 2019             | 新潟S            | 4                | プレミア         | 21               | 1                | -                | -                | 2                | 0                | 23               | 1                |
| 通算             | 日本             | 日本             | J2               | 0                | 0                | -                | -                | 0                | 0                | 0                | 0                |
| 通算             | 日本             | 日本             | 北信越1部        | 14               | 1                | -                | -                | -                | -                | 14               | 1                |
| 通算             | シンガポール     | シンガポール     | プレミア         | 21               | 1                | -                | -                | 2                | 0                | 23               | 1                |
| 総通算           | 総通算           | 総通算           | 総通算           | 35               | 2                | -                | -                | 2                | 0                | 37               | 2                |